# Amoer-weekschildpad
De Amoer-weekschildpad (Pelodiscus maackii) is een schildpad uit de familie weekschildpadden (Trionychidae).
De soort werd voor het eerst wetenschappelijk beschreven door Johann Friedrich von Brandt in 1857. Oorspronkelijk werd de wetenschappelijke naam Trionyx maackii gebruikt. De soortaanduiding maackii is een eerbetoon aan de Russische onderzoeker R. Maack die het holotype verzamelde.
De schildpad komt voor in delen van Azië, en leeft in de landen China, Noord- en Zuid-Korea en Rusland.